# Émilie Mondor
Émilie Mondor (ur. 29 kwietnia 1981 w Mascouche, Quebec, zm. 9 września 2006 koło Hawkesbury, Ontario), lekkoatletka kanadyjska, rekordzistka kraju, medalistka przełajowych mistrzostw świata, olimpijka.
Studiowała nauki biologiczne na McGill University i Simon Frazier University. Jako lekkoatletka specjalizowała się w biegach na średnich i długich dystansach, regularnie startując w przełajowych mistrzostwach świata. W 1998 w biegu juniorek na przełajowych mistrzostwach świata w Marrakeszu uplasowała się na 10. miejscu, w 2003 w Lozannie była 12. w biegu krótkim seniorek, rok później w Brukseli zajęła 13. miejsce na tym samym dystansie. Na brukselskich mistrzostwach poprowadziła ekipę kanadyjską do brązowego medalu w rywalizacji drużynowej. Krążek ten był pierwszym medalem dla Kanady na przełajowych mistrzostwach świata od 1983.
Zdobyła kilka medali (również złotych) w mistrzostwach Kanady zarówno w rywalizacji przełajowej, jak i biegach klasycznych. W 2003 ustanowiła rekord kraju w biegu na 5 000 m, jako pierwsza Kanadyjka łamiąc barierę 15 minut (14:59,68). Na mistrzostwach świata w Paryżu w 2003 zajęła na tym dystansie 12. miejsce. Rok później na igrzyskach olimpijskich w Atenach uplasowała się na 17. miejscu, będąc najwyżej sklasyfikowaną reprezentantką kontynentów amerykańskich. Uczestniczyła w zawodach lekkoatletycznej Złotej Ligi.
W sezonie 2005 prawie nie startowała z powodu kontuzji. Po powrocie do uprawiania sportu zamierzała próbować sił w biegach maratońskich, ale nie zdążyła zrealizować tych planów. 
Zginęła w wypadku samochodowym.
Jedna z jej sióstr Marie-Christine (ur. 25 czerwca 1985 w Montrealu) jest zawodową siatkarką plażową.